# Joachim Lischke
Joachim Lischke (* 16. Dezember 1923 in Breslau; † 27. November 2014 in Saarbrücken) war ein deutscher Fotograf.

## Biografie
Joachim Lischke wuchs in einer Juristenfamilie auf. Von 1948 bis 1951 studierte er an der Staatlichen Schule für Kunst und Handwerk (Saarbrücken) in der Fotoklasse von Otto Steinert, dessen Meisterschüler und Assistent er wurde. Seine Kommilitonen, die sich in späteren Jahren als arrivierte Vertreter der von Steinert gelehrten Subjektiven Fotografie etablierten, waren unter anderen: Erich von Endt, Monika von Boch, Kilian Breier, Harald Bookmann, Gunther Keusen und Guido Mangold.
1952 schloss Lischke ein berufspädagogisches Studium an der Universität des Saarlandes (Saarbrücken) an. In den Jahren 1961 bis 1963 erhielt er einen Lehrauftrag für das Fach „Fotografie“ an der Werkkunstschule (Saarbrücken), einer Nachfolge-Einrichtung der ursprünglichen Staatlichen Schule für Kunst und Handwerk. In den Jahren 1955 bis 1985 war Lischke hauptberuflich als Fotograf an der Staatlichen Landesbildstelle des Saarlandes in Saarbrücken (heute: Landesbildstelle Saarland im Landesinstitut für Pädagogik und Medien, LPM) tätig; seither arbeitet er als freischaffender Fotograf. Lischke war verheiratet mit der Künstlerin Jolande Lischke-Pfister. Er lebte und arbeitete in Saarbrücken. Dort verstarb er am 27. November 2014 im Alter von 90 Jahren.

## Werk
Lischkes künstlerische Arbeit wurde stark von seinem Lehrer Otto Steinert und dessen Lehre von der „Subjektiven Fotografie“ geprägt. Seine künstlerische Maxime entwickelte er im Schauen, Suchen und Experimentieren:

„Sein künstlerisches Schaffen sollte offen gehalten werden, das Prozesshafte seiner Arbeit war und ist ihm wichtig. Er möchte in die Oberflächen seiner fotografischen Objekte eindringen und zeigen, was darunter im fast Verborgenen liegt. In diesem Sinn fotografierte Lischke bereits in den fünfziger Jahren in übergroßen Einstellungen die Oberfläche von Eisenröhren, Stahlträgern, Schrauben oder anderen Baumaterialien und zeigte ihre dem normalen Auge verborgene Ästhetik der Mikro-Formen.“

In dieser Zeit fotografierte er die zahlreich vorhandenen saarländischen Industrielandschaften, die diese Region geprägt hatten. 1954 erschien sein erster Bildband „Die Saar“. 1958 wurde er auf Grund seines bisherigen Werkes von der Fachzeitschrift „Photorama“ als Entdecker der Industrielandschaft für die Fotografie benannt. Martin Klewitz veröffentlichte 1961 mit Das Saarland einen Bildband mit Bildern von Liscke.
Lischke entwickelte seine Arbeit in den Folgejahren über das reine Fotografieren hinaus weiter, er widmete sich der experimentellen Seite der Fotografie. So entwickelte er ein Verfahren, das in der Lage war, Licht einzufangen und es in seinen „Luminogrammen“ auf die Platte zu bannen. Dabei hantierte er mit auf eine Glasplatte aufgetragenem Scheuerpulver oder mit angewärmter Gelatine, die unter dem Einfluss von Licht ungewohnte Strukturen annahmen. Lischke war von diesen offenen Prozessen fasziniert, die häufig etwas sichtbar machten, was zwar existent ist, aber dem menschlichen Auge verborgen bleibt.
1961 fotografierte er mit Monika von Boch zusammen den Bildband dMerzig – Bild einer Stadt an der Saar von Alfred Diwersy. 1974 illustrierte er das Werk Karl August Schleiden Saarbrücken – Blick-Punkte einer Landeshauptstadt.

## Ehrungen
- 2009: Fritz Zolnhofer Preis der Stadt Sulzbach. Der Preis wurde am 3. April 2009 im Sulzbacher „Salzbrunnenhaus“ verliehen
- 2015: Monika-von-Boch-Preis für Fotografie des Landkreises Merzig-Wadern (posthum)[1][5]

## Ausstellungen (Auswahl)
- 1996 Saarländisches Künstlerhaus (Saarbrücken) (Einzelausstellung)
- 2002 Industrielandschaften (Bildungszentrum der Arbeitskammer, Kirkel) (Einzelausstellung)
- 2003 Kunstforum Leismann (St. Ingbert)
- 2006 La photographie subjective. (Musée National des Beaux-Arts, Algier) (Gruppenausstellung)
- 2010 Fotosynthesen. Fotografische Arbeiten von Joachim Lischke und André Mailänder, Saarlandmuseum, Saarbrücken
- 2015 Lischke. Schwarz/Weiss. Ausstellung im Landesinstitut für Pädagogik und Medien, Saarbrücken-Dudweiler. Es erscheint ein Katalog.